# Salle El Bouâzzaoui
La Salle El Bouâzzaoui (en arabe : قاعة البوعزاوي) est une salle couverte omnisports d'une capacité de 2 000 places, située à Salé au Maroc. Elle accueille les matches du club de basket-ball de l'AS Salé. 
Elle fut baptisée en 2006 du nom de l'ancien joueur et entraîneur de l'équipe nationale de basket-ball, Fathallah Bouâzzaoui, grande figure de l'AS Salé.

## Historique
En 2019, à l'occasion des Jeux africains qui a lieu à Rabat. La salle accueille le volley ball. 